# Sašo Filipovski

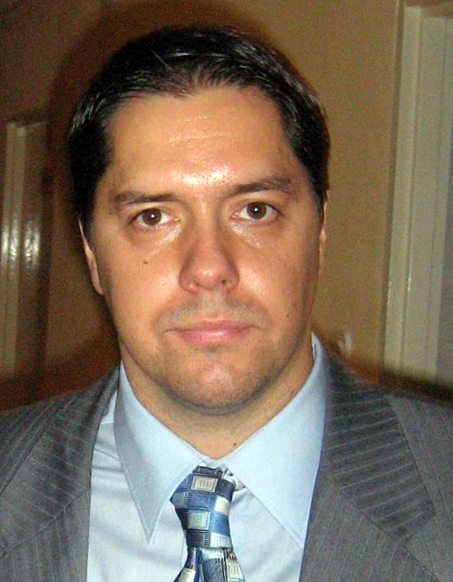
Sašo Filipovski (2007)

Sašo Filipovski, auch Saša Filipovski, (* 6. September 1974 in Ljubljana) ist ein slowenischer Basketballtrainer.

## Werdegang
Filipovski musste sich als Basketballspieler im Alter von 22 Jahren wegen einer Verletzung zurückziehen. Er studierte an der Universität von Ljubljana.
Filipovskis Trainerlaufbahn im Profilager begann 1996 als Assistenztrainer beim slowenischen Serienmeister KK Union Olimpija. 2003 wurde er dort zum Cheftrainer befördert, führte die Mannschaft 2004 und 2005 jeweils zum Gewinn der slowenischen Meisterschaft und des Pokalwettbewerbs des Landes. Nach zwei Jahren als Cheftrainer stand er im Spieljahr 2005/06 bei Union Olimpija als Assistenztrainer wieder in der zweiten Reihe.
Zur Saison 2006/07 wechselte Filipovski ins Ausland, wurde als hauptverantwortlicher Trainer beim polnischen Erstligisten Turów Zgorzelec tätig, den er bis Januar 2009 betreute. Er wurde mit Turów zweimal Zweiter der polnischen Meisterschaft und wurde in den Spielzeiten 2006/07 sowie 2007/08 jeweils als Trainer des Jahres der polnischen Liga ausgezeichnet. Im ULEB-Cup führte er Turów 2008 unter die besten acht Mannschaften. Anfang Januar 2009 erfolgte die Trennung, Filipovski und die Mannschaftsleitung einigten sich auf das Ende der Zusammenarbeit, nachdem der Trainer zu einem dreimonatigen Tätigkeitsverbot und einer Geldbuße von 60 000 Złoty verurteilt worden war, da er Mitte Dezember 2008 einen Zuschauer verletzte, der ihn im Rahmen eines Spiels beleidigt hatte.
Filipovski ging nach Russland, wurde dort im März 2009 und bis zum Ende der Saison 2008/09 für Lokomotive Rostow tätig. Ende Juni 2010 meldete der russische Spitzenverein ZSKA Moskau, Filipovski als Assistenztrainer für die Saison 2010/11 verpflichtet zu haben. Nach der Entlassung von Moskaus Cheftrainer Duško Vujošević Ende November 2010 verließ auch Filipovski Moskau.
Mitte Januar 2011 stellte der italienische Erstligist Lottomatica Rom Filipovski als Cheftrainer ein. Er arbeitete bis zum Saisonende 2010/11 in Rom. Filipovski kehrte zu KK Union Olimpija zurück, im Juni 2011 erhielt er von dem Verein einen Dreijahresvertrag. Er gewann mit der Mannschaft 2012 und 2013 den slowenischen Pokalwettbewerb. Ende April 2013 wurde er entlassen.
Stelmet Zielona Góra führte Filipovski in seiner von November 2014 bis 2016 andauernden Amtszeit zweimal (2015 und 2016) zum Gewinn der polnischen Meisterschaft, 2015 holte man des Weiteren den Titel im polnischen Pokalwettbewerb.
Von 2016 bis 2018 war er Trainer des türkischen Erstligisten Banvit B.K., gewann mit der Mannschaft 2017 den türkischen Pokalwettbewerb, führte sie ebenfalls 2017 ins Endspiel des europäischen Vereinswettbewerbs Champions League und stand in der türkischen Meisterschaft mit Banvit 2018 im Halbfinale. 2018 unterschrieb Filipovski einen Zweijahresvertrag bei AS Monaco. Im Februar 2019 wurde er von der Mannschaft aus dem Fürstentum entlassen, Anfang November 2020 trat er seinen Dienst als Cheftrainer von Partizan Belgrad an und blieb bis Anfang März 2021 im Amt, als er in Folge von neun Niederlagen aus elf Spielen entlassen wurde.
Am 19. Dezember 2021 wurde Filipovski Cheftrainer des deutschen Bundesligisten s.Oliver Würzburg, der sich zuvor von Denis Wucherer getrennt hatte. Filipovski führte die Würzburger während des Spieljahres 2023/24 trotz vergleichsweise geringer wirtschaftlicher Mittel in die Bundesliga-Spitzengruppe sowie ins Halbfinale um die deutsche Meisterschaft. Auch in der Saison 2025/26 stand Filipovski mit Würzburg in der Vorschlussrunde, der Einzug in die Finalserie um die deutsche Meisterschaft wurde knapp verfehlt: Im fünften und entscheidenden Halbfinalspiel unterlag seine Mannschaft Ulm mit 84:91.